# Jean-Louis Harel
Jean-Louis Harel (Lillebonne, 9 de setembro de 1965) é um ex-ciclista francês que participou nos Jogos Olímpicos de Verão de 1992 em Barcelona, onde conquistou a medalha de bronze na prova de contrarrelógio por equipes, junto com Hervé Boussard, Didier Faivre-Pierret e Philippe Gaumont.